# Fausto De Sanctis
Fausto Martin De Sanctis (São Paulo, 1964) é um magistrado brasileiro. É um dos quarenta e três Desembargadores Federais que compõe o Tribunal Pleno do Tribunal Regional Federal da 3ª Região (TRF3). Foi pioneiro na venda antecipada de bens, na realização de delações premiadas, na destinação de recursos a entidades filantrópicas recebidos em delações como forma de indenização à sociedade e mostra de arrependimento, na doação de obras de arte para entidades culturais e destinação a praças públicas.

## Carreira
Paulistano da Mooca, foi educado em escola pública. Até 2010, respondia pela 6ª Vara Criminal Federal de São Paulo, onde notabilizou-se pela atuação em diversos casos polêmicos, em especial pela condução do caso da Operação Satiagraha e da subsequente querela pública com o Ministro do Supremo Tribunal Federal Gilmar Mendes. Hoje, De Sanctis atua como desembargador do Tribunal Regional Federal da 3ª Região.
Formado em Direito pela FMU, é especialista em Direito Processual Civil pela Universidade de Brasília, doutor em Direito Penal pela Universidade de São Paulo (USP). É especializado em legislação de combate ao crime de lavagem de dinheiro (branqueamento de capitais) e crimes do colarinho branco, e foi responsável pela prisão do banqueiro Edemar Cid Ferreira, do empresário Ricardo Mansur, do doleiro Toninho da Barcelona, do megatraficante Juan Carlos Ramirez Abadia e, na Operação Satiagraha, do banqueiro Daniel Dantas, do mega-investidor Naji Nahas, e do ex-prefeito de São Paulo Celso Pitta.
Membro do Conselho Consultivo da American
University Washington College of Law para Programas de Estudos Judiciais e Legais Brasil - Estados Unidos da América desde 2013.
Integrante do Corpo Diretivo da Escola de Magistrados da Justiça Federal da Terceira Região (biênio 2014/2016).

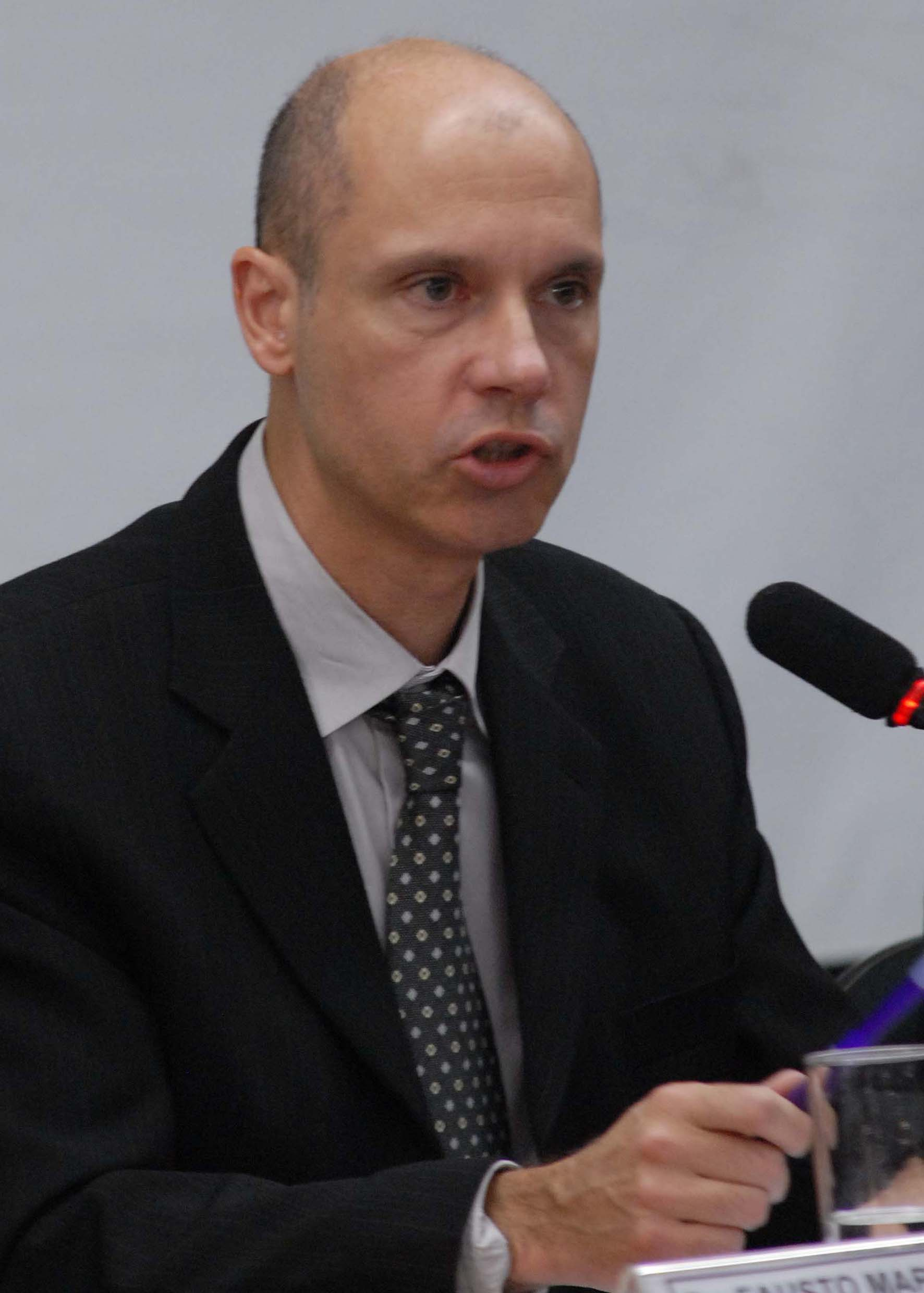
O Desembargador Federal do TRF3 Fausto De Sanctis, na época Juiz Federal foi responsável pelas decisões da Operação Satiagraha, Castelo de Areia, Banco Santos, Bancos Suiços, Juan Carlos Ramirez Abadia, Doleiros diversos, Banco Econômico, na CPI das Escutas Telefônicas Clandestinas. Foto: Wilson Dias/ABr.

Membro da Comunidade de Juristas de Língua Portuguesa desde maio de 2014.
Foi Procurador do Município de São Paulo (1988), Procurador do Estado de São Paulo, na área de assistência judiciária, atual Defensoria Pública do Estado de São Paulo (1989-1990) e Juiz de Direito no mesmo Estado (1990-1991).
Esteve à frente da 6ª Vara Federal Criminal especializada em crimes contra o Sistema Financeiro Nacional e em Lavagem de Dinheiro de São Paulo/SP, de 1991 a 2011.
Atuou como Juiz Federal Convocado junto ao Tribunal Regional Federal da 3ª Região em diversas oportunidades, bem como em Turmas com competência Criminal.
Foi indicado por seus pares em lista da AJUFE para ocupar vaga no Supremo Tribunal Federal nos anos de 2010 e 2014.
De Sanctis ingressou na 6ª Vara Federal em 1991, com 27 anos. Desde então, reuniu condenações de peso, tendo punido banqueiros, traficantes, contrabandistas e grandes empresários. Lida com o crime do colarinho branco, com temas intricados, casos nos quais são comuns operações financeiras complexas, montadas para encobrir os rastros do crime e seus reais mentores. Tem fama de ser um juiz linha dura e diz que a investigação tradicional não é suficiente para combater lavagem de dinheiro. Considerado como sendo um "juiz malvado” para uns, e herói para outros.
| “ | Na Idade Média, o foro privilegiado protegia as pessoas mais abastadas. Quando elas enfrentavam um processo, eram condenadas somente a penas pecuniárias. No Brasil de hoje, ele também virou instrumento de proteção. O foro privilegiado, combinado com o excesso de recursos, é usado para garantir que o processo nunca chegue ao fim e termine com a absolvição, por prescrição. | ” |

Atuou também na Operação Castelo de Areia, que investigou crimes de lavagem de dinheiro, dentre outros, envolvendo o Grupo Camargo Correa (atual Mover Participações).Também nos casos dos Mega traficante Juan Carlos Ramires Abadia.
Em julho de 2010, De Sanctis inscreveu-se no concurso para promoção por antiguidade ao desembargo, que recusara em 2008, possivelmente para dar continuidade à instrução da Operação Satiagraha. Sua nomeação se deu em 30 de dezembro daquele ano.

## Operação Satiagraha
Naquilo que o ex-presidente Fernando Henrique Cardoso considerou uma "batalha pelo controle do Estado", os três poderes da república, representados respectivamente pelo  ministro Gilmar Mendes, presidente do Supremo Tribunal Federal, órgão máximo do Poder Judiciário brasileiro e guardião da Constituição Federal, o Senado Federal, por intermédio dos senadores Arthur Virgílio (PSDB-AM), considerado pela revista Veja como "parte de uma bancada sensível aos interesses do dono do Opportunity" e Heráclito Fortes (DEM-PI), considerado pela mesma revista o "expoente da 'bancada de Dantas' no Congresso", e posteriormente o Poder Executivo, conforme declarou o Ministro da Justiça Tarso Genro, concluíram que é importante "'preservar os direitos dos cidadãos investigados criminalmente".
Dez horas após Daniel Dantas ter sido libertado pelo Supremo Tribunal Federal, novo decreto de prisão foi expedido pelo juiz Fausto Martin De Sanctis, agora com base em um novo crime de corrupção ativa, que teria sido praticado por Dantas. A nova ordem de prisão fora solicitada pela Polícia Federal em São Paulo "em razão de documentos encontrados nas buscas realizadas na última terça-feira" e também em razão do depoimento dado por uma testemunha que prestou informações sobre "a ligação entre o preso Daniel Dantas e a prática de um fato (novo), o crime de corrupção (suborno) contra um policial federal que participava das investigações". Segundo o Ministério Público Federal, o depoimento de Hugo Chicaroni, preso na terça-feira, motivou o novo pedido de prisão do banqueiro. A nova decisão do juiz De Sanctis teria considerado essas novas provas. A principal dentre elas seria uma planilha, que "sugere pagamento milionário para evitar indiciamento e fala em campanhas", segundo noticiado pelo jornal O Estado de S. Paulo.

### Ações de Ministros do STF no caso
Sobre essas novas provas, o ministro Gilmar Mendes consignou em sua decisão, que novamente determinava a expedição de alvará de soltura em favor de Daniel Dantas, por julgar que, no seu entendimento, as mesmas "não possuiriam relevância suficiente a permitir a nova ordem de prisão expedida", observando ainda que, no seu entendimento, o novo decreto de prisão revelaria uma "nítida via oblíqua de desrespeitar a decisão do Supremo Tribunal Federal anteriormente expedida".

Tampouco se presta como prova de autoria a apreensão de documentos apócrifos na residência do paciente contendo lançamentos vagos relativos ao ano de 2004, cujo exame, somente mediante exercício mental, poderia ser aceito como indício de prática delitiva. Quando muito, tal quadro demanda maior aprofundamento das investigações antes de ser tomada providência tão grave como é a prisão preventiva. (…) Nessa linha, a mera soma daqueles referidos documentos apreendidos na residência do paciente, de duvidosa idoneidade e vago significado, não se presta a formar indícios suficientes de autoria. (…) Ressalte-se, em acréscimo, que o novo encarceramento do paciente revela nítida via oblíqua de desrespeitar a decisão deste Supremo Tribunal Federal (…) Em situação bastante semelhante, em virtude de reiterações de decisões constritivas por parte do Juiz Federal Titular da 6ª Vara Criminal Federal da 1ª Subseção Judiciária do Estado de São Paulo, Dr. Fausto Martin de Sanctis, o Min. Celso de Mello assim decidiu nos autos do HC 94.016/SP (…) Portanto, não é a primeira vez que o Juiz Federal Titular da 6ª Vara Criminal da Subseção Judiciária de São Paulo, Dr. Fausto Martin De Sanctis, insurge-se contra decisão emanada desta Corte.— Ministro Gilmar Mendes, presidente do Supremo Tribunal Federal
Na mesma decisão, o ministro determinou o encaminhamento de cópias à Presidência do Tribunal Regional Federal da 3ª Região, à Corregedoria-Geral da Justiça Federal da 3ª Região, ao Conselho da Justiça Federal e à Corregedoria Nacional de Justiça, esclarecendo posteriormente, em resposta à AJUFE (Associação dos Juízes Federais do Brasil), que encaminhou as "peças aos órgãos jurisdicionais" com a finalidade de "complementar estudos destinados à regulamentação de medidas constritivas de liberdade, ora em andamento tanto no Conselho Nacional de Justiça quanto no Conselho da Justiça Federal".

 A reação de juízes e procuradores da República contra um possível processo de investigação quanto à conduta do juiz Fausto De Sanctis, da 6ª Vara Federal Criminal, fez o presidente do STF (Supremo Tribunal Federal), Gilmar Mendes, recuar da decisão de pedir ações administrativas contra o magistrado, segundo apurou a Folha Online— Gilmar Mendes recua e nega pedir investigação sobre juiz De Sanctis, Folha Online
O ministro declarou que jamais determinou abertura de investigação ou de processo administrativo contra De Sanctis. O ministro também enfatizou que "em momento algum houve determinação que se procedesse qualquer averiguação de conteúdo, quer sob ponto de vista técnico ou ideológico". Não obstante, "Ele ( o juiz De Sanctis) foi intimado em apuração da Corregedoria do TRF a partir de representação do presidente do STF e tem 5 dias para 'prestar informações' sobre a Satiagraha".
Em reunião com o presidente da Associação dos Juízes Federais do Brasil (AJUFE), Fernando Mattos em 15 de julho, Gilmar Mendes disse que fora mal interpretado ao encaminhar cópias da sua decisão sobre o pedido de habeas corpus aos órgãos de corregedoria. Segundo Mendes, "a (sua) atitude não representou uma crítica ao despacho do juiz da primeira instância Fausto de Sanctis, que mandou prender o empresário, e tampouco foi um pedido de abertura de sindicância. De acordo com Gilmar Mendes, a intenção era apenas dar ciência aos corregedores sobre o caso".
Em 1º de agosto de 2008, na sessão de abertura do segundo semestre do Judiciário, o ministro-decano do Supremo Tribunal Federal, Celso de Mello, reafirmou publicamente respeito pelas decisões proferidas pelo ministro Gilmar Mendes, presidente da Corte, durante o recesso do mês de julho.
Celso de Mello ressaltou que o ministro Gilmar Mendes, com segura determinação, agiu de forma digna e idônea e preservou a autoridade da Corte, fazendo prevalecer "no regular exercício dos poderes processuais que o ordenamento legal lhe confere e sem qualquer espírito de emulação, decisões revestidas de densa fundamentação jurídica". Todos os ministros da Corte (presentes) apoiaram as declarações do ministro Celso de Mello. Eros Grau e Joaquim Barbosa estavam ausentes, no momento da manifestação de apoio ao presidente.
Inaugura-se, com esta Sessão plenária, e com a presença dos eminentes Senhores Ministros, o segundo semestre judiciário no Supremo Tribunal Federal.

Sendo esta a primeira oportunidade que se me oferece, tenho por adequado e oportuno, com a reabertura dos trabalhos desta Suprema Corte, fazer a seguinte declaração.

Eventos notórios, Senhor Presidente, que foram largamente divulgados, no mês de julho, pelos meios de comunicação social, levam-me a reafirmar, publicamente, o meu respeito pela forma digna e idônea com que Vossa Excelência, agindo com segura determinação, preservou a autoridade desta Suprema Corte e fez prevalecer, no regular exercício dos poderes processuais que o ordenamento legal lhe confere, e sem qualquer espírito de emulação, decisões revestidas de densa fundamentação jurídica.— Declaração do Ministro Celso de Mello, em 01/08/2008, na sessão plenária do Supremo Tribunal Federal
Em 17 de novembro de 2008, o Tribunal Regional Federal da 3ª Região julgou improcedente o pedido do advogado de Dantas, para que o juiz De Sanctis fosse afastado do caso. A alegação do advogado era de que o magistrado teria perdido a imparcialidade por seu suposto alinhamento com a PF e o Ministério Público Federal.

### Representação no CNJ
Em 5 de setembro de 2008, o deputado Raul Jungmann (PPS-PE), denunciado pelo Ministério Público Federal por supostos desvios de verba no INCRA que teria praticado quando ministro, entrou com uma representação disciplinar no Conselho Nacional de Justiça (CNJ), do qual Gilmar Mendes é presidente, contra o magistrado Fausto Martin De Sanctis. Segundo alegou o deputado, o juiz teria desrespeitado a Constituição Federal ao conceder senhas de acessos telefônicos ilimitadas a agentes da Polícia Federal, no decorrer da Operação Satiagraha. "Isso é inconstitucional. Fere o sigilo de dados de comunicação. A ação é incompatível com o Estado de Direito e já foi condenada pela própria Justiça", afirmou Jungmann. Essa ação foi considerada pela AJUFE uma "medida imprópria e inadequada, pois se trata de decisão proferida no âmbito jurisdicional e devidamente fundamentada, não cabendo seu exame pelo Conselho Nacional de Justiça, no âmbito disciplinar".
A propósito dessa representação, a Associação dos Juízes Federais do Brasil – AJUFE manifestou-se publicamente em defesa do juiz De Sanctis e da importância das varas especializadas em crimes financeiros e lavagem de ativos financeiros, declarando em nota oficial que "atacar o magistrado, tentando desmoralizá-lo, não faz parte do jogo democrático e merece o repúdio da sociedade". A nota da AJUFE ressaltou que "Como órgão de representação dos magistrados federais em âmbito nacional, a AJUFE rejeita com veemência qualquer atitude que vise intimidar magistrados. Atentar contra a independência funcional do juiz é atentar contra o Estado Democrático de Direito. Nenhum juiz pode ser punido apenas porque decidiu" e que a  "AJUFE está prestando a necessária assistência ao juiz federal Fausto Martin De Sanctis neste episódio e conclama a sociedade a prestar atenção ao que vem ocorrendo. Os juízes federais estão atentos".

### Juiz titular do processo
Em 17 de novembro de 2008, o Tribunal Regional Federal da 3ª Região decidiu que De Sanctis permanece como o juiz à frente do processo, em que o banqueiro Daniel Dantas, sócio-fundador do Grupo Opportunity, é acusado de corrupção.
Os advogados da defesa de Dantas questionavam a imparcialidade de De Sanctis, e o acusavam de ter trabalhado junto ao delegado Protógenes Queiroz, afastado pela Polícia Federal por supostos abusos que teria cometido na Operação Satiagraha.